# Oshkosh (Nebraska)
Oshkosh ist ein Ort im US-Bundesstaat Nebraska. Es ist der County Seat des Garden County.

## Geographie
Es liegt am North Platte River. In Oshkosh treffen sich der U.S. Highway 26 und der Nebraska Highway 27.

## Demographie
Laut dem United States Census 2020 hat Oshkosh 809 Einwohner.